# Renée Sintenis
Renate Alice Sintenis, coniugata Weiß, detta Renée (Glatz, 20 marzo 1888 – Berlino Ovest, 22 aprile 1965), è stata una scultrice tedesca, esponente dell'espressionismo.

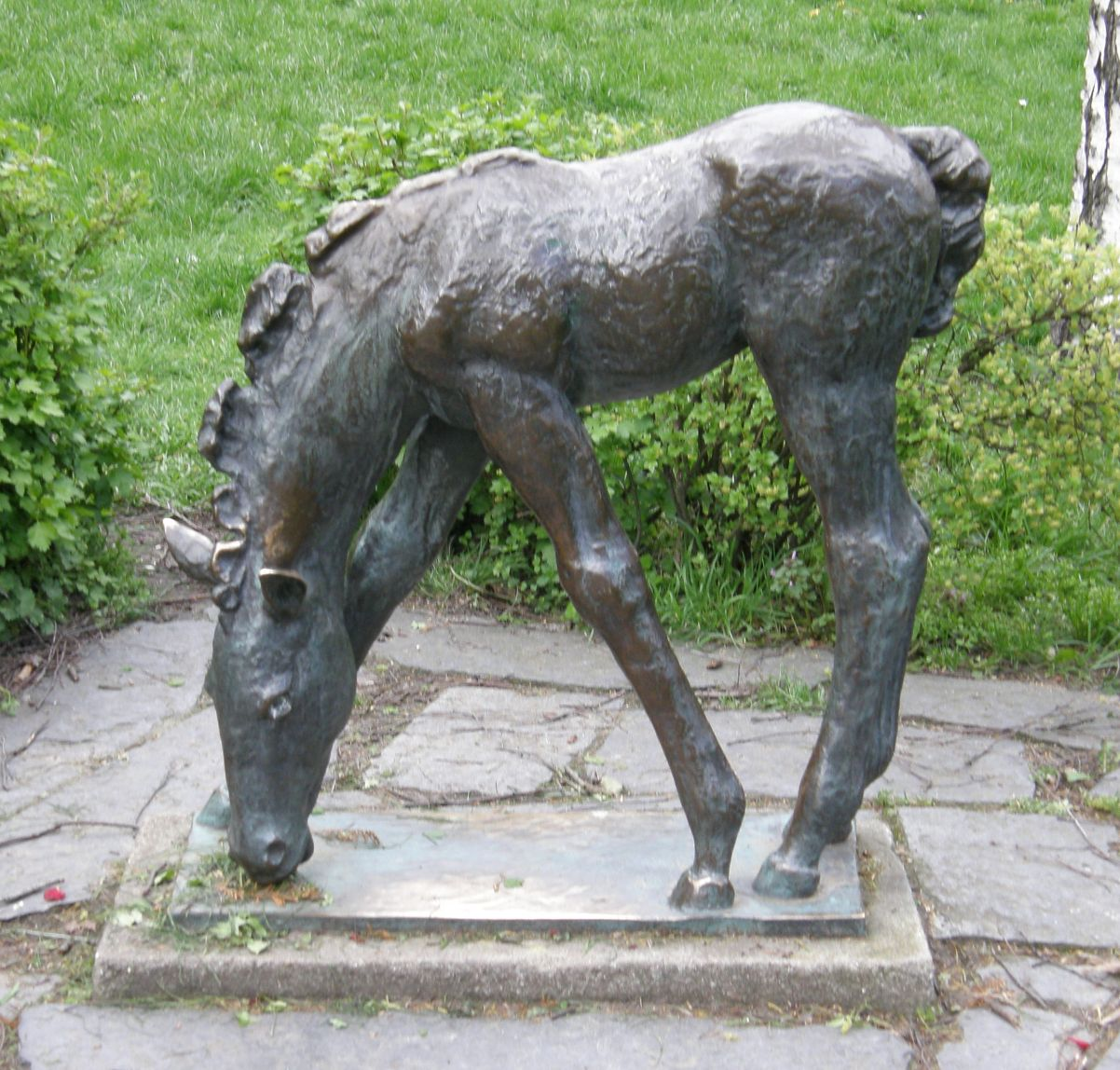
Scultura di Renée Sintenis, 1929

Vinse la medaglia di bronzo alle Olimpiadi di Amsterdam 1928 nella scultura, con la statua Footballeur.

## Palmarès
- Giochi olimpici:
  - Amsterdam 1928: bronzo scultura